# Sierra Leone
Pour les articles homonymes, voir Leone.
République de Sierra Leone
(en) Republic of Sierra Leone
(fuf) 𞤅𞤢𞤪𞤢𞤤𞤮𞤲 
(nqo) ߛߙߊ߬ߟߏ߲߫ 
La Sierra Leone, en forme longue la république de Sierra Leone (en anglais : Republic of Sierra Leone et en langue krio : Salone), est un État d'Afrique de l'Ouest, d'une superficie de 71 740 km2, peuplé d'environ 8,46 millions d'habitants en 2023,. Il est situé entre la Guinée (du nord-ouest jusqu'à l'est), le Liberia (au sud-est) et l'océan Atlantique (de l'ouest jusqu'au sud-ouest).
En 1808, le Royaume-Uni commence à coloniser le territoire. Le pays accède à l'indépendance en tant que royaume du Commonwealth en 1961 comme le dominion de Sierra Leone. En 1971, le premier ministre Siaka Stevens devient président en transformant le pays en république présidentielle avant de déclarer le Congrès de tout le peuple (APC) parti unique en 1978. En 1985, Joseph Saidu Momoh lui succède et introduit le multipartisme en 1991. Une guerre civile brutale éclate cette année-là, entre le gouvernement et les rebelles du Front révolutionnaire uni (RUF). Au cours de la guerre (1991-2002), le pays a connu trois coups d'État et deux périodes de régime militaire. La guerre se termine en 2002 après une intervention militaire britannique menant à la défaite définitive du RUF. Depuis, le pays demeure relativement stable, gouverné par un régime civil depuis 1998. Les deux partis politiques principaux sont l'APC et le Parti du peuple de Sierra Leone (SLPP).
La Sierra Leone fait partie de la CEDEAO. Ce pays est l'un des plus pauvres de la planète. Avec un indice de développement humain (IDH) de 0,458 en 2022, il est le 184e pays sur 193 au niveau mondial.
L'anglais est la langue officielle et le krio, un créole basé sur l'anglais, sert comme langue véhiculaire entre les différents groupes ethniques du pays. Les deux principales religions pratiquées sont l'islam (78 %) et le christianisme (21 %).

## Histoire

### Freetown, sanctuaire des Noirs affranchis d'Amérique
Plusieurs dizaines de milliers d'esclaves noirs ont été affranchis par les Anglais en Caroline du Sud, mais aussi en Géorgie ou encore dans le Maryland, pendant la guerre d'indépendance américaine, en échange de leur affranchissement collectif, notamment dans le sillage de la Dunmore's Proclamation (1775) et la Philipsburg Proclamation (1779), au tout début de ce conflit, à l'issue duquel ces loyalistes noirs seront évacués au Canada, resté une des possessions anglaises importantes puis participeront à la création de la Sierra Leone.
Les Britanniques qui fondent Freetown en 1787 y installent des esclaves affranchis.

### L'indépendance en 1961
Le 27 avril 1961, le pays obtient son indépendance comme le dominion de Sierra Leone, un royaume du Commonwealth. Initialement, l'indépendance était prévue pour juin 1960, mais à cause de luttes entre ethnies, le pays connaît une grande instabilité politique. En 1964, Albert Margai remplace son frère Milton Margaï comme Premier ministre.
En mars 1967, Siaka Stevens, chef du parti Congrès de tout le peuple (APC), remporte les élections, mais son accession au pouvoir en tant que Premier ministre est retardée jusqu'en avril 1968 par une série de coups d'État militaires.
Le 19 avril 1971, Siaka Stevens instaure un régime présidentiel puis déclare l'APC parti unique en 1978. Il commence alors à tenter d'assainir la vie politique, en luttant contre la corruption par exemple. Mais il abandonne vite cette voie pour exploiter les mines de diamants au nord du pays.
Le 28 mai 1975, avec quatorze autres pays, la Sierra Leone fonde la Communauté économique des États de l'Afrique de l'Ouest.
Siaka Stevens laisse sa place au commandant en chef des armées, Joseph Saidu Momoh, en novembre 1985, et il est officiellement élu président en janvier 1986.
En novembre 1987, Joseph Saidu Momoh décrète « l'état d'urgence économique ». Des mesures draconiennes d'austérité sont prises. Mais l'exploitation des mines de diamants continue toujours de rapporter beaucoup d'argent aux principaux chefs du régime.
En dépit de la transition démocratique engagée en 1991 par Saidu Momoh, il est renversé par un coup d'État du jeune capitaine Valentine Strasser. Celui-ci doit faire face à une rébellion ; il est déposé à son tour par le brigadier Julius Maada Bio.

### La guerre civile
La guerre civile de Sierra Leone se déroula de mars 1991 au 18 janvier 2002. Cette guerre avait pour principal but le contrôle des zones diamantifères.
Elle causa la mort de 100 000 à 200 000 personnes, et le déplacement de plus de deux millions (ce qui représente le tiers de la population de l'époque). En outre, de nombreuses mutilations eurent lieu, ainsi que l'emploi massif d'enfants soldats.
Le conglomérat sud-africain De Beers y eut un rôle très controversé, puisqu'il fut le premier acheteur de ces diamants, vendus clandestinement au Liberia voisin. L'Afrique du Sud garde aussi une autre influence, celle du déploiement de ses forces armées privées sur le territoire sierraléonais, afin de sécuriser les régions diamantifères.
Le 2 juin 1997, 20 hommes du commando de Montfort (commandos marine français) sont envoyés sur place pour évacuer près d'un millier de personnes de 21 nationalités différentes. Ces personnes seront rapatriées sur l’aviso Jean Moulin et la FS Germinal, et débarquées à Conakry, en Guinée.

### L'après guerre civile
Le 14 mai 2002, le président sortant Ahmad Tejan Kabbah est réélu avec 70,6 % des voix.
Depuis 2002, le pays est en paix. Les différentes mesures prises par l'ONU sont progressivement réduites, voire supprimées, comme la levée de l'embargo sur l'exportation des diamants de conflits. Une diminution des effectifs des forces des casques bleus (Mission des Nations unies en Sierra Leone) est également engagée. Après un pic de 17 500 hommes en mars 2001, les effectifs sont descendus à 13 000 en juin 2003 et à 5 000 en octobre 2004. La mission s'est achevée en 2005. Au total, selon un dossier de la Documentation française, près de 48 000 combattants de différentes factions ont été démobilisés.
Cependant, pour des raisons économiques, de nombreux enfants travaillent toujours dans les mines de diamants, qui sont très dangereuses. La propagation du sida est très importante ; 16 000 enfants de moins de 15 ans sont séropositifs[Quand ?].
En 2007, selon l'indice de développement humain (IDH) qui était 0,365, la Sierra Leone figurait parmi les 3 pays les moins développés au monde, avec le plus faible PIB/habitant (330 dollars par an et par habitant). En 2011, son IDH est encore plus faible (il s'établit désormais à 0,336), mais le nombre de pays recensés par le Programme des Nations unies pour le développement ayant augmenté, le pays se classe désormais 180e sur 187, cette remontée dans le classement ne traduisant pas une amélioration de la situation sanitaire et sociale dans le pays, car si l'on tient compte des inégalités, la Sierra Leone continue à occuper en 2011 la troisième place parmi les pays dont l'IDH (ajusté aux inégalités) est le plus faible au monde.
La Sierra Leone abolit la peine de mort en 2021 (le parlement vote la mesure en juillet et le président signe le texte en octobre).

## Politique
La Sierra Leone est une république multipartite à régime présidentiel, où le président est à la fois chef de l’État et chef du gouvernement. Le pouvoir exécutif est aux mains du gouvernement tandis que le pouvoir législatif est partagé entre le gouvernement et la Chambre des représentants. Le pouvoir judiciaire est indépendant de l’exécutif et du législatif. Le président actuel est Julius Maada Bio qui succéda à Ernest Koroma en mars 2018 avec 51,81% des voix, contre 48,19% pour Samura Kamara, candidat du parti du Président sortant (Congrès de tout le peuple). Ernest Koroma s'est mis à l'écart de la course à la présidentielle conformément à la constitution de la Sierra Leone après avoir passé 10 ans au pouvoir. Élu en septembre 2007, il a été réélu en 2012.

## Provinces
La Sierra Leone est divisée en cinq provinces :
- province de l'Est ;
- province du Nord ;
- province du Nord-Ouest (créée en 2017) ;
- province du Sud ;
- zone de l'Ouest, incluant la capitale Freetown.

## Géographie

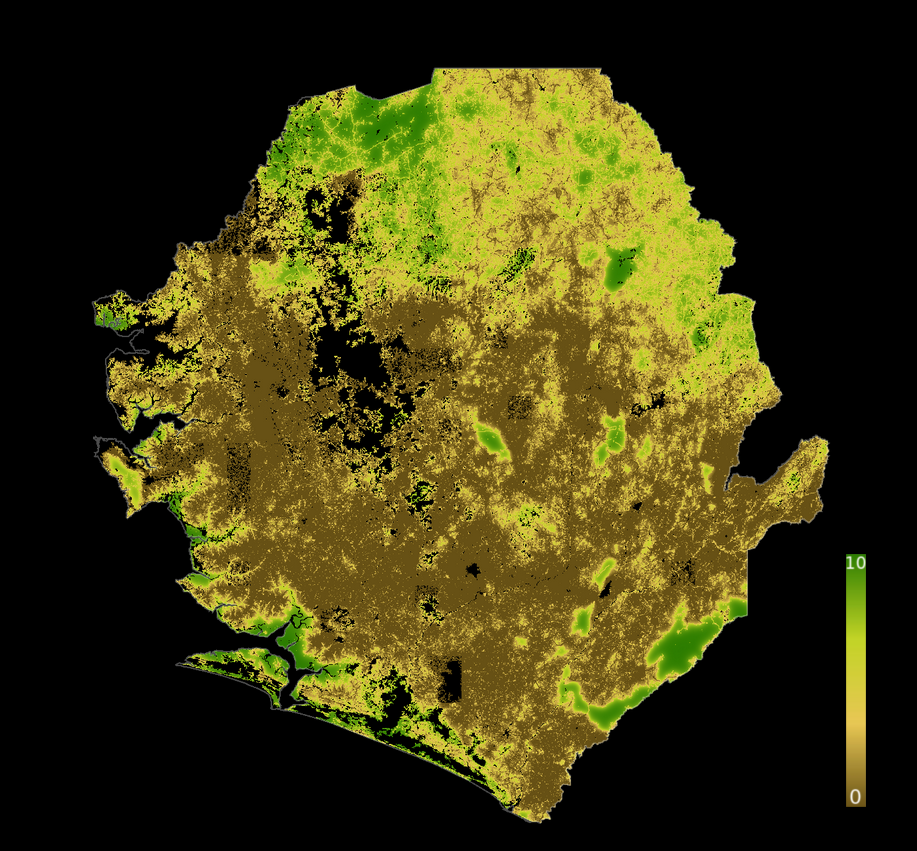
En 2019, la Sierra Leone avait un score moyen de l'indice d'intégrité du paysage forestier de 2,76.

Une grande partie de la côte sont des marécages de palétuviers, à l'exception de la péninsule où se trouve la capitale Freetown. Le reste du pays est principalement un plateau couvert de forêts, se trouvant à environ 300 mètres au-dessus du niveau de la mer. Des montagnes se situent à l'est, Loma Mansa, la plus élevée, culminant à 1 948 mètres.
Le climat est de type tropical, la saison des pluies s'étant de mai à décembre puis s'ensuit la saison sèche de décembre à avril.
Les principales villes sont Freetown, Koidu (Sefadu), Bo, Kenema et Makeni.

### Démographie

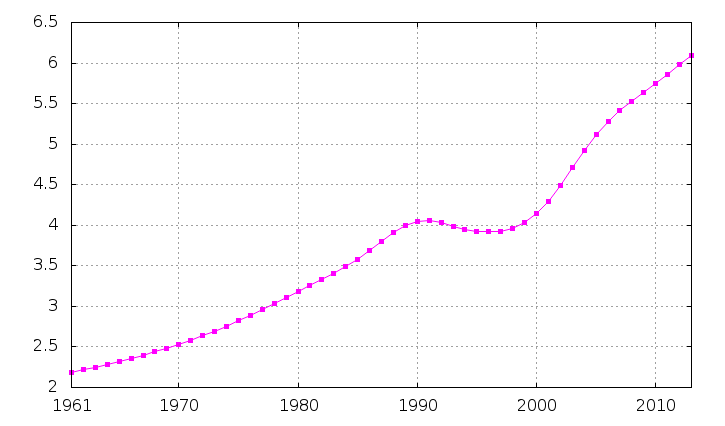
Évolution de la démographie entre 1961 et 2002 (chiffre de la FAO, 2004). Population en millions d'habitants.

## Population et société

### Langues
La langue officielle est l'anglais mais il n'est parlé que par 15 % de la population. Le krio, un créole de base anglaise, parlé par 90 % de la population (mais seulement 11 % en tant que langue maternelle), sert de langue véhiculaire entre les différentes ethnies du pays. L'inter-compréhension est assez difficile entre un locuteur du Krio et de l'Anglais, et cette situation ressemble par exemple à l'inter-compréhension entre un locuteur du créole haïtien et du français, dont la situation est similaire.
En décembre 2002, en hommage à la contribution de la force bangladaise de maintien de la paix à la mission des Nations unies en Sierra Leone, pendant la guerre civile, le gouvernement d'Ahmad Tejan Kabbah a déclaré le bengali langue officielle, à titre honorifique,,,,.

### Religions
Les principales religions en Sierra Leone sont l'islam (78 %) et le christianisme (21 %). Autrefois très important, l'animisme, qui concernait encore 30 % de la population en 1980, est en diminution.[réf. nécessaire]

### Éducation

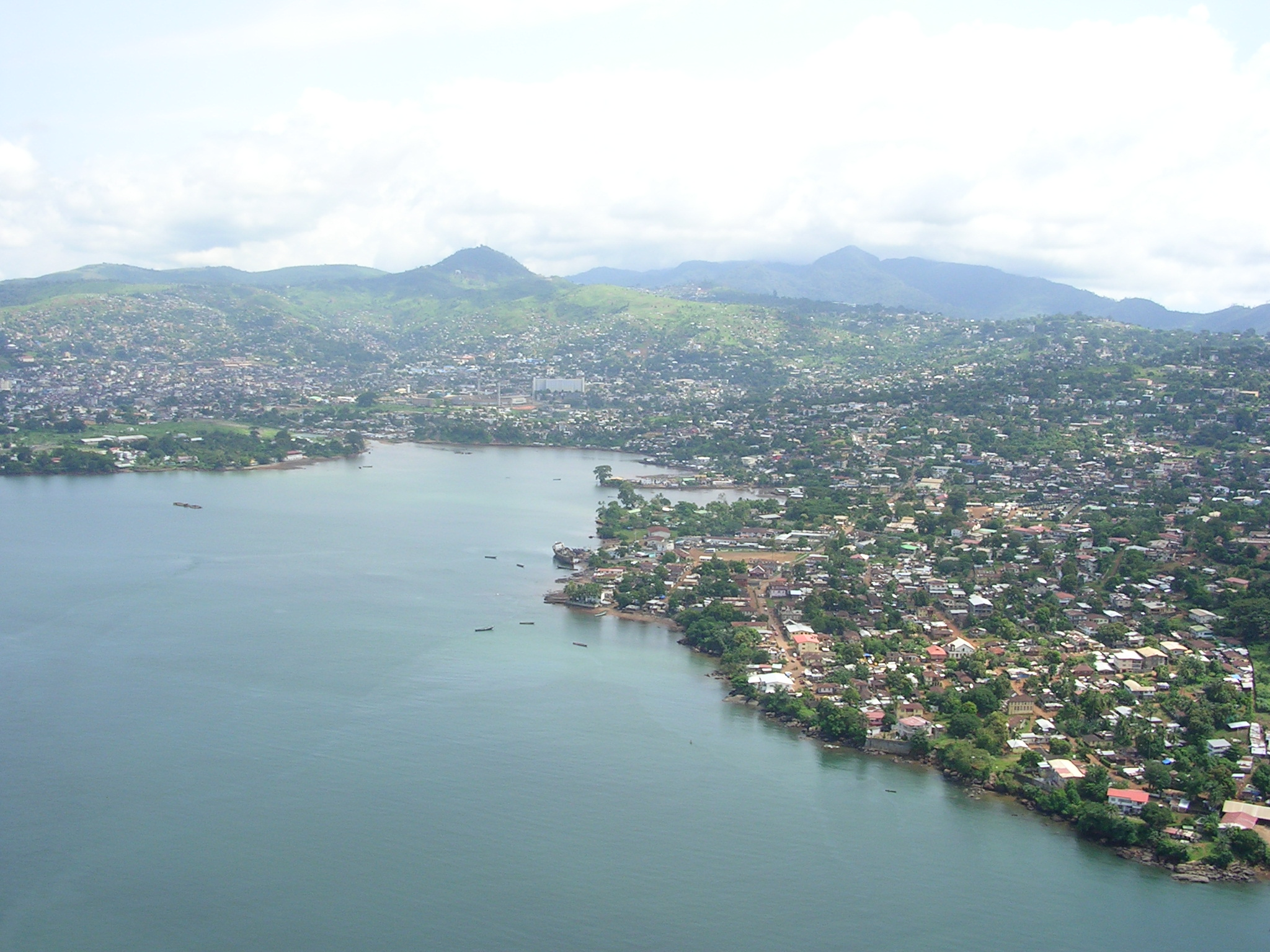
Vue aérienne de Freetown, la capitale.

L'enseignement en Sierra Leone est légalement requis pour tous les enfants, durant six ans au niveau primaire (classes P1-P6) et trois ans dans l'enseignement secondaire inférieur, mais la pénurie d'écoles et d'enseignants a rendu l'application de cette règle impossible. Les deux tiers de la population adulte du pays sont analphabètes.
La guerre civile de Sierra Leone a entraîné la destruction de 1 270 écoles primaires et, en 2001, 67 % de tous les enfants d'âge scolaire n'étaient plus scolarisés. La situation s'est considérablement améliorée depuis, avec le doublement des inscriptions dans les écoles primaires entre 2001 et 2005, et la reconstruction de nombreuses écoles depuis la fin de la guerre. Les élèves des écoles primaires ont généralement entre 6 et 12 ans, et dans les écoles secondaires de 13 et 18 ans.
Le pays compte trois universités : le Fourah Bay College, fondé en 1827 (la plus ancienne université d'Afrique de l'Ouest), l'université de Makeni (ou UNIMAK, établie initialement en septembre 2005 sous le nom de Fatima Institute), et l'université de Njala, principalement situé dans le district de Bo. L'université de Njala a été établie en 1910 comme Station expérimentale agricole de Njala, elle est devenue une université en 2005. Les écoles de formation des enseignants et les séminaires religieux se trouvent dans de nombreuses régions du pays. Israël accorde des bourses d'études aux étudiants de Sierra Leone, dans le cadre de son programme de coopération internationale au développement.

### Santé
L'espérance de vie globale est la plus basse au monde en 2015, celle des femmes étant estimée en 2015 à 48 ans, et celle des hommes à 47 ans selon l'OMS. L'espérance de vie en bonne santé féminine était de 30 ans en 2003, et celle masculine de 27 ans. Les dépenses publiques pour la santé étaient de 41 000 000 $ en 2006.

## Économie

États membres de la Communauté économique des États de l'Afrique de l'Ouest (CEDEAO).

L'économie du pays est principalement basée sur les exploitations minières de diamant et d'or. Le pays est un des plus pauvres du monde au regard du PIB par habitant, estimé en 2020 à 1 738 dollars par an (en parité de pouvoir d'achat) selon la Banque mondiale. En 2008, le pays est le dernier à l'indice de développement humain, et le 11e plus faible en 2021.
Dans les années 1990, l'activité économique déclinait et les infrastructures économiques s'étaient gravement détériorées. Au cours de la décennie suivante, une grande partie de l'économie formelle fut détruite par la guerre civile qui sévissait dans le pays. Depuis la fin des hostilités en janvier 2002, d'importantes aides extérieures ont permis à la Sierra Leone de commencer à se redresser. Une grande partie de cette reprise dépendra du succès des efforts du gouvernement pour limiter la corruption des fonctionnaires, considérée par beaucoup comme la principale cause de la guerre civile. Un indicateur clé de réussite sera l'efficacité de la gestion gouvernementale du secteur du diamant.
Le taux de chômage est élevé, en particulier parmi les jeunes et les anciens combattants. Les autorités tardent à mettre en œuvre les réformes de la fonction publique, et le programme de privatisation ralentit également, ce qui a conduit les bailleurs de fonds à en recommander l’accélération. Selon l'enquête la plus récente de 2019, 59,2 % de la population continue d'être affectée par la pauvreté multidimensionnelle et 21,3 % de la population y sont vulnérables.
La monnaie est le Leone. La banque centrale est la Banque de Sierra Leone. Le pays applique un système de taux de change flottant, et les devises étrangères peuvent être échangées dans les banques commerciales, les bureaux de change agréés et la plupart des hôtels. L'utilisation des cartes de crédit est limitée en Sierra Leone, bien qu'elles puissent être acceptées dans certains hôtels et restaurants. Il existe quelques distributeurs automatiques de billets reliés à l’international qui acceptent les cartes Visa à Freetown, exploités par ProCredit Bank.

## Culture
La Sierra Leone possède un patrimoine culturel varié et diversifié. En 1963, la Troupe nationale de danse a été créée par John Akar pour mettre en valeur le patrimoine culturel national de la Sierra Leone.
| Date     | Nom français           | Nom local        | Remarques |
| -------- | ---------------------- | ---------------- | --------- |
| 27 avril | Fête de l'indépendance | Independance Day |           |

## Codes
La Sierra Leone a pour codes :
- SL, selon la norme ISO 3166-1 (liste des codes pays), code alpha-2 ;
- SL, selon la liste des codes pays utilisés par l'OTAN, code alpha-2 ;
- .sl, selon la liste des Internet TLD (domaine de premier niveau) ;
- SLE, selon la liste des codes pays du CIO ;
- SLE, selon la norme ISO 3166-1 alpha-3 (liste des codes pays) ;
- SLE, selon la liste des codes pays utilisés par l'OTAN, code alpha-3 ;
- WAL, selon la liste des codes internationaux des plaques minéralogiques.

### Filmographie
- Le nouvel ordre mondial, film documentaire de Philippe Díaz avec Michel Piccoli (2001).
- Lord of War, film d'Andrew Niccol (2005).
- Blood Diamond, film d'Edward Zwick (2007).